# Buk japoński
Buk japoński (Fagus japonica Maxim.) – gatunek roślin z rodziny bukowatych, występujący naturalnie w centralnej oraz południowej Japonii, rzadszy i mniejszy od występującego tamże buku karbowanego.

## Morfologia

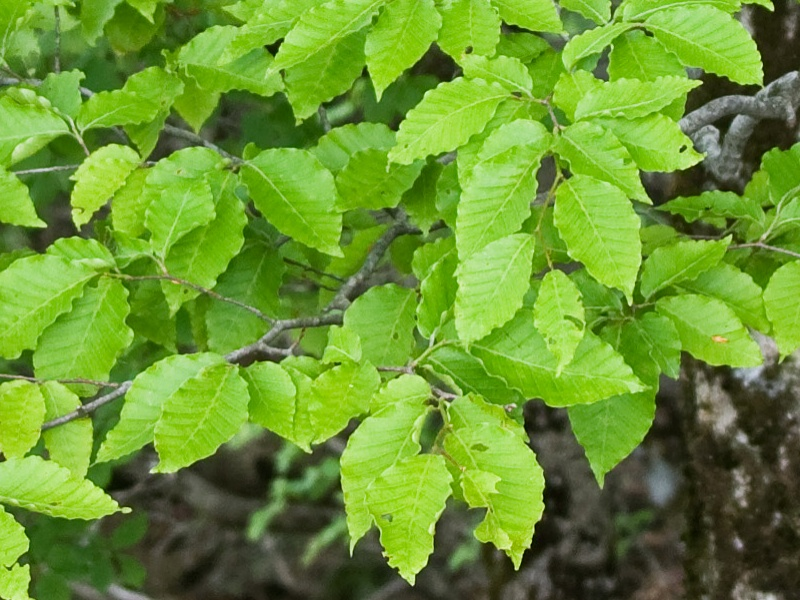
Liście

PokrójDrzewo liściaste o wysokości do 25 m, często wielopienne, o gładkiej korze.
LiścieBlaszki liściowe jajowate do jajowatoeliptycznych, u nasady zaokrąglone do lekko sercowatych, o stopniowo zaostrzonym wierzchołku, całobrzegie lub lekko karbowane, o długości 5–8 cm i szerokości 2,5–5 cm; z wierzchu ciemnozielone, od spodu lekko błyszczące lub szaro-zielone, młode omszone po obu stronach, w starszym wieku z wierzchu nagie, od spodu pozostają omszone przynajmniej wzdłuż nerwu głównego. Ogonki liściowe o długości 0,8–1 cm
KwiatySzypułki smukłe, nagie, o długości 3–4 cm.
OwoceOrzechy, wystające poza bardzo małą miseczkę o długości 0,6–0,8 cm.

## Ekologia
Zasiedla górskie lasy liściaste zrzucające liście na zimę na wyspach Honsiu, Kiusiu i Sikoku, na wybrzeżu Pacyfiku. Często występuje razem z jodłami z gatunku Abies firma, choinami z gatunku Tsuga sieboldii, bukiem karbowanym i dębem mongolskim.